# Кокберн, Брюс
Брюс Дуглас Кокберн (англ. Bruce Douglas Cockburn) — современный канадский автор-исполнитель, автор более чем 30 альбомов, в том числе четырех платиновых дисков и более чем 20 золотых дисков. Известен работами, сочетающими черты фолка, рока, поп-музыки и джаза и тексты на духовные и политические темы. Помимо сольной карьеры, сотрудничал как автор песен с рядом популярных американских и канадских исполнителей (Чет Аткинс, Джимми Баффетт, Джерри Гарсия, Джуди Коллинз, Энн Мюррей, k.d. lang, Barenaked Ladies). Лауреат многочисленных премий SOCAN и «Джуно», в том числе дважды как мужчина-исполнитель года (1981, 1982), Премии генерал-губернатора (1998), член Залов славы канадской музыки (2001) и канадских авторов-песенников (2017), обладатель звезды на Аллее славы Канады (2021), офицер ордена Канады (2002).

## Биография
Вырос на ферме под Пемброком, к западу от Оттавы, и в самой Оттаве. Учился игре на флейте и кларнете, но, будучи подростком, увлекся гитарой. Брал уроки игры у владельца оттавского музыкального магазина Хэнка Симмса, в старших классах начал самостоятельно изучать музыкальную теорию и композицию. Выступал в Париже как уличный музыкант, с 1964 по 1966 год полтора года проучился в Музыкальном колледже Беркли в Бостоне, где изучал музыкальную теорию, композицию и аранжировку, но учёбу не закончил.
Во время пребывания в Бостоне заинтересовался музыкой фолк-ривайвл и джазом, что нашло отражение в произведениях середины 1970-х годов. По возвращении в Оттаву играл в многочисленных рок-группах (в том числе с группой 3's a Crowd записывался на телевидении CBC), как человек-оркестр выступал на разогреве у Уилсона Пикетта, Джими Хендрикса, групп Cream и The Lovin' Spoonful. Давал сольные выступления в кафе и барах, в 1967 и 1969 годах выступал на фестивале фолк-музыки «Марипоса» в Онтарио.
В 1970 году стал совладельцем издательства Golden Mountain Music, публикующего музыкальную продукцию. В том же году Финкелстин основал лейбл True North Records. Первым диском, который вышел на новом лейбле, стал дебютный альбом Bruce Cockburn. Две песни с этого альбома, «Going to the Country» и «Musical Friends», вошли в топ-40 чарта взрослой современной музыки канадского журнала RPM. Также в 1970 году музыка Кокберна вошла в саундтрек художественного фильма «Вниз по дороге» (англ. Goin' Down the Road), ставшего популярным в Канаде. Известность автора выросла с выходом его следующих альбомов — High Winds, White Sky (1971) и Sunwheel Dance (1972). С 1971 по 1973 год Кокберн трижды подряд завоевывал премию «Джуно» как певец года в жанре фолк-музыки. В 1974 году он впервые выступал в США на фестивале фолка в Филадельфии, а в 1977 году гастролировал в Европе и Японии.
В течение 1970-х годов альбомы Кокберна выходили почти ежегодно, включая концертный диск Circles in the Stream 1977 года, записанный на выступлении в торонтском Мэсси-Холле. С 1973 года стал использовать электрогитару. Первые произведения Кокберна с аккомпанементом электрогитары вошли в альбом 1973 года Night Vision, к 1979 году получивший в Канаде статус золотого. Помимо английского, пел на французском языке; в частности, хитом в Квебеке в 1978 году стала двуязычная песня Prenons la mer. В середине 1970-х годов Кокберн обратился к христианству, что нашло отражение в тематике его песен, ставших более религиозными и более далекими от фолк-традиции. В 1980-е годы тексты Кокберна постепенно стали более политизированными — эта тенденция ярко проявилась в альбомах The Trouble With Normal (1983), Stealing Fire (1984, платиновая сертификация в Канаде) и World of Wonders (1986).
С выхода в 1979 году альбома Dancing in the Dragon’s Jaws творчество Кокберна начало обретать поклонников среди более широких слоев слушателей. Его сингл «Wondering Where the Lions Are», музыка которого включала элементы регги, поднялся до 21-го места в американском чарте Billboard Hot 100, он был также приглашен в качестве гостя на передачу Saturday Night Live на канале NBC. В Канаде этот альбом стал платиновым. Начало 1980-х годов ознаменовал выход альбома Humans, согласно распространенному мнению, ставшего вершиной творчества Кокберна. В этот и следующий альбомы вошел ряд его наиболее известных песен — «Tokyo», «Fascist Architecture (I’m Okay)», «Rumours of Glory», «Coldest Night of the Year». В 1983 году провел гастроли в Центральной Америке (впечатления от этой поездки отразились в текстах альбома Stealing Fire), Австралии и Японии, в 1986—1987 годах — в Европе, в 1989 году предпринял мировое турне, состоявшее из более чем 90 концертов. Концертный альбом Bruce Cockburn Live, записанный в Торонто в ходе турне 1989 года, вышел в 1990 году.
В 1980 и 1981 годах Кокберн удостаивался премий «Джуно» не только как фолк-исполнитель года, но и как мужчина-исполнитель года вне зависимости от жанра. В 1987 году вышел двойной альбом-компиляция Waiting for a Miracle: Singles 1970-87, включавший многие из наиболее известных хитов Кокберна. Этот диск в Канаде получил платиновую сертификацию. Песня «If A Tree Falls» из следующего студийного альбома автора, Big Circumstance, вошла в десятку лидеров канадского хит-парада.
Выпустив 19 альбомов с True North Records, в 1991 году подписал контракт с международным лейблом Columbia Records. Первый альбом Кокберна на этом лейбле, Nothing But a Burning Light, был записан с влиятельным продюсером То-Боуном Бернеттом и вышел в том же году. В 1993 году выступал на балу в честь инаугурации президента США Билла Клинтона. Сборник рождественских песен того же года Christmas в исполнении Кокберна, 6 раз выполнил критерий платинового в Канаде. Среди записей Кокберна в 1990-е годы была титульная песня для мультсериала «Франклин», шедшего на телевидении с 1997 года. Эта песня принесла автору премию SOCAN. Последний альбом 1990-х годов, Breakfast in New Orleans, Dinner in Timbuktu, в 2000 году удостоился премии «Джуно» как лучший альбом в жанрах рутс и традиционной музыки.
В 2001 году избран в Зал славы канадской музыки. В 2002 году подписал контракт с американским лейблом Rounder Records, специализирующимся на музыке в жанре рутс. В 2005 году выпустил инструментальный альбом Speechless, в который вошли мелодии, написанные начиная с 1970-х годов. В том же году в составленном Радио CBC списке «50 наиболее важных канадских песен» фигурировали две композиции Кокберна: «Wondering Where the Lions Are» на 29-м месте и «Lovers in a Dangerous Time» из альбома Stealing Fire — на 11-м. На следующий год Кокберн удостоился Гуманитарной премии «Джуно» имени Аллана Уотерса.
Альбом Кокберна 2011 года Small Source of Comfort получил «Джуно» как лучший сольный альбом года в жанрах рутс и традиционной музыки, а также удостоился двух премий Canadian Folk Music Awards. В 2012 году на канадском телеканале VisionTV вышел документальный биографический фильм о Брюсе Кокберне, а в 2014 году издательство HarperCollins выпустило его мемуары. К книге прилагался подарочный набор с DVD Rumours of Glory, включавшим запись живого концерта 1988 года, и 9 компакт-дисками, содержащими 117 песен (16 из которых ранее не входили в альбомы автора).
В 2017 году, вскоре после выхода 25-го альбома Кокберна Bone on Bone, музыкант стал членом Зала славы канадских авторов-песенников. Bone to Bone принес ему в 2018 году очередную премию «Джуно» как альбом года в жанре современной рутс-музыки. В 2021 году звезда Брюса Кокберна открылась на Канадской аллее славы.
Начиная с 1989 года Кокберну присваивали звание почетного доктора многие канадские вузы, в том числе Йоркский университет (1989), Университет Святого Фомы (1999), Университет Куинс, Мемориальный университет Ньюфаундленда, Университет Виктории (все — 2007), Макмастерский (2009) и Карлтонский (2014). Он также является почетным доктором Музыкального колледжа Беркли в США.

## Музыкальное сотрудничество
На протяжении карьеры Кокберн снискал репутацию «автора для авторов-исполнителей» (англ. songwriter’s songwriter). Созданные им песни записывали более чем 20 исполнителей, в том числе Чет Аткинс, Джимми Баффетт, Джерри Гарсия, Джуди Коллинз, Энн Мюррей, k.d. lang и группа Barenaked Ladies.
В 1991 году вышел трибьют-альбом Kick in the Darkness: Songs of Bruce Cockburn, в записи которого участвовали многие известные канадские исполнители. Первый трек альбома, кавер песни «Lovers in a Dangerous Time» группой Barenaked Ladies, поднялся до 16-го места в канадском хит-параде. Среди других участников записи были Ребекка Дженкинс и Джейн Сайберри. В 2000 году канадский гитарист Майкл Оккипинти выпустил инструментальный альбом Creation Dream с интерпретациями песен Кокберна. В 2006 году альбом каверов My Dinner With Bruce выпустил автор-исполнитель Стив Белл. В 2010 году в рамках торонтского фестиваля «Луминато» состоялся трибьют-концерт, приуроченный к 40-летию выхода первого альбома Кокберна, с участием многих популярных в Канаде исполнителей.